# تاريخ هولندا العسكري

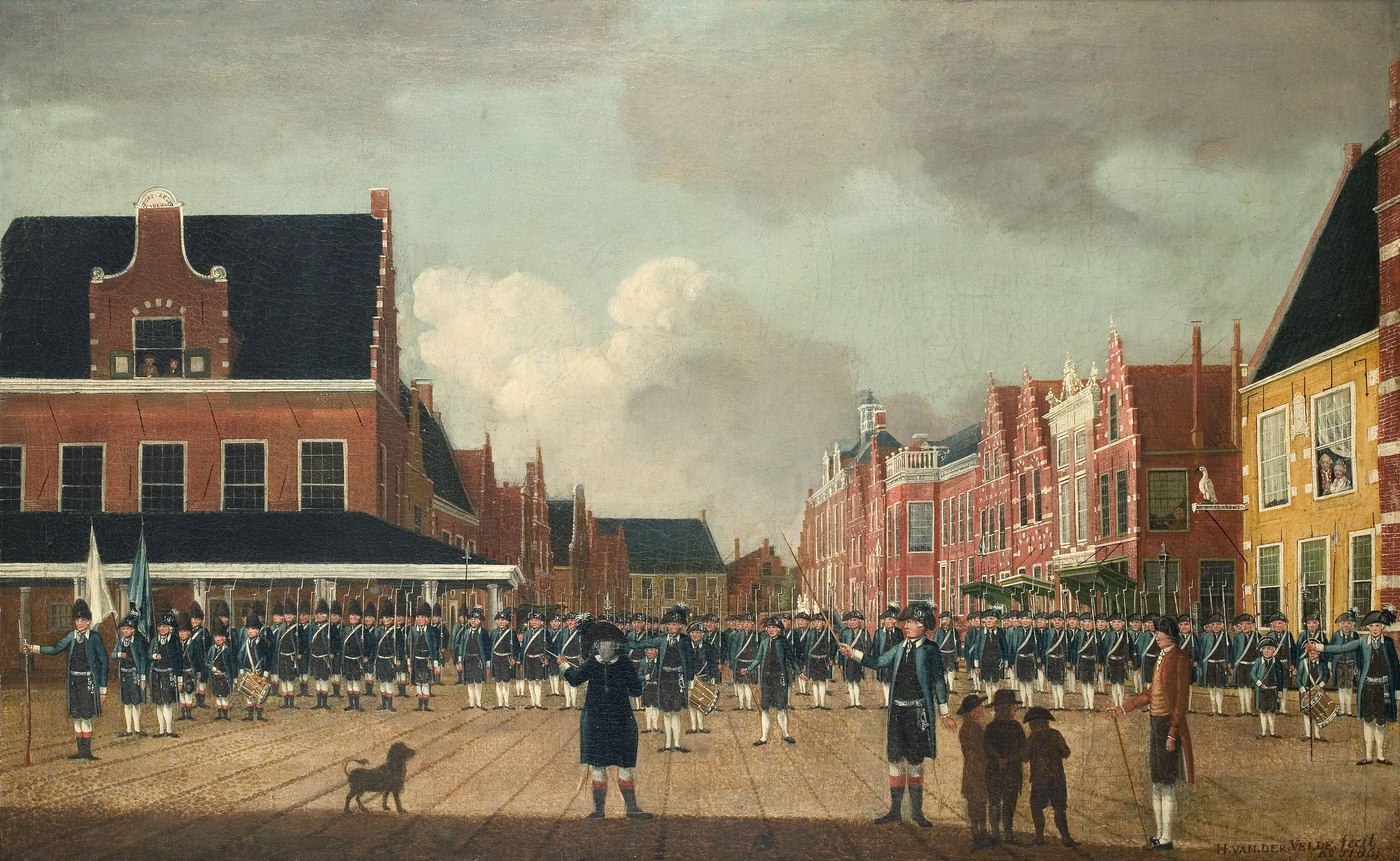

يعود تاريخ هولندا باعتبارها دولة قومية إلى العام 1558، عندما أرست الثورة الهولندية أسس الإمبراطورية الهولندية. قبل ذلك التاريخ، لم يكن لدى القبائل الجرمانية أي لغة مسجلة خلال عصر الهجرات والقرون الوسطى المبكرة، ولهذا السبب فإن مصدر معلوماتنا بخصوص بواكير تاريخها العسكري يتمثل في الروايات المكتوبة باللغة اللاتينية وعن طريق علم الآثار. أدى هذا إلى وجود فجوات كبرى في الخط الزمني للتاريخ العسكري المعني. وُثّقت الحروب الجرمانية ضد الرومان توثيقًا جيدًا من وجهة النظر الرومانية فحسب؛ ومع ذلك، يكتنف الغموض الحروب الجرمانية ضد أوائل الكلت نظرًا لعدم تسجيل الطرفين لمجريات الحرب. من المرجح أن سبب نشوب الحروب بين القبائل الجرمانية شمالي بلجيكا، وهولندا المعاصرة، وعدة قبائل كلتيّة سكنت قريبًا من حدودهم مردّه إلى قربهم الجغرافي.
لم يمنع كون بلجيكا دولة بغالبية سكان تتحدث اللغة الهولندية من نيلها استقلالها في العام 1830 بعد انفصالها عن هولندا، ورغم الحدود السياسية المعاصرة بين الدولتين، فهما تشتركان بالكثير من التاريخ العسكري.

## العصور القديمة
يُعتقد أن القبائل الجرمانية تعود بجذورها إلى العصر البرونزي الشمالي في شمال ألمانيا وجنوب إسكندنافيا. هاجرت قبائل الجرمان نحو الجنوب، مدفوعين على الأغلب بالمناخ المتردّي في مناطقهم الأصلية. عبروا نهر إلبه، ويرجح استيلاؤهم على مناطق كان يقطنها شعب الكلت سابقًا. في الشرق، استقرت بعض القبائل الجرمانية، مثل القوط، والروغي، والوندال على طول سواحل بحر البلطيق وزحفوا جنوبًا حتى بلغوا أوكرانيا في نهاية المطاف. هاجر الأنغل والساكسون إلى إنجلترا. اتسمت طبيعة العلاقات بين القبائل الجرمانية وجيرانهم بالتقلب الدائم، ونجم عن ذلك حقبة امتدّت لألفيّ عام أو أكثر من الصراعات العسكرية لأسباب متعددة تراوحت بين الإقليمية، والدينية، مرورًا بالأيديولوجية، حتى النزاعات الاقتصادية.
- عادةً ما حاربت القبائل الجرمانية ضد الإمبراطورية الرومانية أو في صفها.
- في يوم عيد الميلاد للعام 406، مع تجمد نهر الراين، عبرت حشود الفرنجة، والألامانيين، والبرغنديين، والسويبيين، والوندال عبرت الراين من ألمانيا المعاصرة إلى بلاد الغال. ثم طرد الفرنجة فيما بعد القوط من إقليم آكيتين واستدمجوا البرغنديين. ولاحقًا أُطلق اسم الفرنجة على فرنسا المعاصرة.
- في العام 455، استولى الوندال على روما بقيادة ملكهم جنسريق، ونهبوها لمدة 15 يومًا (وهكذا أصبح اسمهم ملازمًا لأفعال التخريب العمد).
- من العام 722 حتى 814، حكم الملك الفرنجي شارلمان الإمبراطورية الكارولنجية، والتي شملت تقريبًا جميع البلدان المعاصرة التالية: هولندا، وبلجيكا، ولوكسمبروج، وفرنسا (ما عدا إقليم بروتاني)، وألمانيا، والنمسا، وسويسرا، وإيطاليا شمالًا، وفي جنوبها: روما، وسلوفينيا، وليختنشتاين، وأندورا، وموناكو، وأجزاء من إسبانيا (في الشمال الشرقي، وجمهورية التشيك (غربًا)، وهنغاريا (شرقًا)، وكرواتيا (في الشمال الغربي).

### الباتافي
الباتافي، هم قبيلة جرمانية كانوا في الأصل جزءًا من الخاتيين، وما ذكره تاسيتس عنهم هو استقرارهم في منطقة دلتا نهر الراين، في المنطقة المعروفة حاليًا بدولة هولندا، «وهي مقاطعة غير مأهولة في أقاصي ساحل بلاد الغال، وفي جزيرة مجاورة كذلك، يحدهم المحيط من الأمام، ونهر الراين في الخلف على جانبيه». (تاسيتس، تواريخ، المجلد الرابع). وأدى هذا إلى منح المنطقة تلك تسمية باتافيا باللغة اللاتينية. ويُطلق الاسم ذاته على عدة قطع عسكرية، شُكّلت أساسًا لدى الباتافيين.
جاء ذكر الباتافي لدى يوليوس قيصر في تعليقه على «الحروب الغالية» بوصفهم قومًا يعيشون على جزيرة شكّلها نهر الميز بعد التقائه بنهر الفال، على بُعد 80 ميلًا رومانيًا من منبع النهر. وذكر قيصر وجود عدة جزر غيرها شكّلتها فروع نهر الراين، وتقطنها «أمة متوحشة بربرية»، يُشاع أن بعضهم يقتات على السمك وبيض طيور البحر.
ذكر تاسيتس كذلك الماتياكيين كقبيلة شبيهة خاضعة للرومان، ولكن متمركزة على الضفة الأخرى من نهر الراين. لم تتعرض المناطق التي سكنها الباتافي للغزو الروماني مطلقًا، إذ كانوا حلفاء لروما.
شاعت النسبة الخاطئة لتسمية وأصول الشعب الهولندي الوحيدة لقبائل الباتافي. عُرفت هولندا لفترة وجيزة باسم الجمهورية الباتافية. علاوة على ذلك، عندما كانت إندونيسيا مستعمرة هولندية (الهند الشرقية الهولندية)، حملت العاصمة (جاكرتا حاليًا) اسم باتافيا. في حال تتبّع أصول معظم الشعب الهولندي للقبائل الجرمانية، فسيعود معظمها إلى الفرنجة، والفريزيين، والساكسون. في واقع الحال، فاللغة الهولندية هي لغة فرانكونية دنيا، وهي اللغة الوحيدة المنحدرة مباشرة من اللغة الفانكونية القديمة، لغة الفرنجة، (وتشترك اللغة الهولندية بهذه السمة مع اللغة الأفريقانية، المنبثقة من اللغة الهولندية ذاتها).

### القطع العسكرية لدى الباتافي
وصف تاسيس الباتافيين فيما بعد على أنهم أشجع القبائل الموجودة في تلك المنطقة، إذ صقلتهم الحروب الجرمانية الحدودية، ما أدى إلى إرسال بعض كتائبهم العسكرية مع قادتهم النبلاء إلى بريتانيا. وذكر أنهم حافظوا على شرف الارتباط القديم بالرومان، ولم يُلزموا بدفع الجزية ووظفهم الرومان في شؤون الحرب حصرًا، بقوله: «لم يقدموا للإمبراطورية سوى الرجال والعتاد». واحتلوا مكانة مرموقة نظرًا لمهاراتهم الرفيعة في الفروسية والسباحة، وتجلّى ذلك في مقدرة رجالهم وأحصنتهم على عبور نهر الراين مع الالتزام بالتشكيل العسكري، وفقًا لما ذكره تاسيس. فيما يلي يصف كاسيوس ديو إستراتيجية المباغتة التي وظفها أولوس بلاوتيوس ضد «البرابرة» –أي، الكلت البريطانيين– في معركة نهر ميدواي:
«ظن البرابرة أن الرومان لن يتمكنوا من عبور النهر دون الاستعانة بجسر، واطمئنوا لهذا، فخيّموا في العراء باستهتار واضح على الضفة المقابلة؛ ولكن بلاوتيوس أرسل قطعة عسكرية من الباتافي، المتمرّسين على السباحة بكامل عتادهم الحربي في أشد التيارات المائية ضراوة. وبالتالي تراجع البريطانيون إلى نهر التايمز عند موضع مصبّه في المحيط حيث تشكلت بحيرة بسبب المدّ. لم يتوان الباتافيون عن عبور هذه أيضًا وبسهولة نظرًا لمعرفتهم بالبقع الأرضية الصلبة والمعابر السهلة في المنطقة؛ ولكن الرومان الذين تبعوهم لم ينجحوا كالباتافيين. ومع ذلك، سبح الباتافيون عائدين بسهولة، في حين عبر بعضهم فوق جسر متحرك في أعلى النهر تقريبًا، وبعد ذلك شنوا هجومهم على البرابرة بتزامن ومن عدة نقاط وأردوا العديد منهم». (كاسيوس ديو، التاريخ الروماني، الكتاب 60:20).
يُذكر أن الباتافيين أرسلوا أيضًا قطعة عسكرية انضوت ضمن سلاح الفرسان الإمبراطوري.

### الإرث العسكري الباتافي
عُثر على العديد من المذابح وشواهد القبور العائدة للباتافي، يعود تاريخها إلى القرنين الثاني والثالث على طول سور هادريان (بشكل رئيسي في كاسلكري وكاروبرف)، وفي ألمانيا، ويوغسلافيا، والمجر، ورومانيا، والنمسا. بالرغم من ذلك، لم يعد ثمة ذِكر للباتافيين بعد القرن الثالث، ويُعتقد أنهم انصهروا مع مكوّنات قبائل الفريزيين والفرنكيين من جيرانهم.

### الرومان
أسس الرومان مقاطعتين في أراضي بلجيكا المعاصرة وجزء من هولندا وبقوا فيها حتى هزمهم الفرنجة وطردوهم منها. كانت المقاطعتان بؤرتان عسكريتان متقدمتان، وخصوصًا على نهر الميز، واتسم الحضور الروماني فيهما بكونه محدودًا، بخلاف بعض الفيالق التي أُرسلت هناك لحماية حدود الإمبراطورية. حملت المقاطعتان اسميّ غاليا بلجيكا على اسم البلج الذين كانوا قبائل كلتية غزاهم الرومان، وجرمانيا السفلى (جرمانيا في اللاتينية للإشارة إلى المنطقة التي تقطنها القبائل الجرمانية).